# العلاقات الكويتية الغانية
العلاقات الكويتية الغانية هي العلاقات الثنائية التي تجمع بين الكويت وغانا.

## مقارنة بين البلدين
هذه مقارنة عامة ومرجعية للدولتين:
| وجه المقارنة                                              | الكويت        | غانا         |
| --------------------------------------------------------- | ------------- | ------------ |
| المساحة (كم2)                                             | 17.82 ألف     | 238.53 ألف   |
| عدد السكان (نسمة)                                         | 4.14 مليون    | 26.91 مليون  |
| الكثافة السكانية (ن./كم²)                                 | 232.32        | 112.82       |
| العاصمة                                                   | مدينة الكويت  | أكرا         |
| اللغة الرسمية                                             | اللغة العربية | لغة إنجليزية |
| العملة                                                    | دينار كويتي   | سيدي غاني    |
| الناتج المحلي الإجمالي (بليون دولار)                      | 120.13 مليار  | 47.33 مليار  |
| الناتج المحلي الإجمالي (تعادل القوة الشرائية) بليون دولار | 290.53 مليار  | 115.41 مليار |
| الناتج المحلي الإجمالي الاسمي للفرد دولار أمريكي          | 29.30 ألف     | 1.37 ألف     |
| الناتج المحلي الإجمالي للفرد دولار أمريكي                 | 73.25 ألف     | 4.08 ألف     |
| مؤشر التنمية البشرية                                      | 0.816         | 0.579        |
| رمز المكالمات الدولي                                      | +965          | +233         |
| رمز الإنترنت                                              | .kw           | .gh          |
| المنطقة الزمنية                                           | ت ع م+03:00   | 00           |

## منظمات دولية مشتركة
يشترك البلدان في عضوية مجموعة من المنظمات الدولية، منها:
| علم المنظمة | اسم المنظمة                               | تاريخ انضمام الكويت | تاريخ انضمام غانا |
| ----------- | ----------------------------------------- | ------------------- | ----------------- |
|             | الاتحاد البريدي العالمي                   | ?                   | ?                 |
|             | يونسكو                                    | 18 نوفمبر 1960      | 11 أبريل 1958     |
|             | البنك الدولي للإنشاء والتعمير             | 13 سبتمبر 1962      | 20 سبتمبر 1957    |
|             | منظمة التجارة العالمية                    | ?                   | ?                 |
|             | وكالة ضمان الاستثمار متعدد الأطراف        | 12 أبريل 1988       | 29 أبريل 1988     |
|             | البنك الإفريقي للتنمية                    | ?                   | ?                 |
|             | الاتحاد الدولي للاتصالات                  | 14 أغسطس 1959       | 17 مايو 1957      |
|             | منظمة الشرطة الجنائية الدولية             | ?                   | ?                 |
|             | مؤسسة التمويل الدولية                     | 13 سبتمبر 1962      | 3 أبريل 1958      |
|             | الأمم المتحدة                             | 14 مايو 1963        | 8 مارس 1957       |
|             | مؤسسة التنمية الدولية                     | 13 سبتمبر 1962      | 29 ديسمبر 1960    |
|             | منظمة حظر الأسلحة الكيميائية              | ?                   | ?                 |
|             | المركز الدولي لتسوية المنازعات الاستشارية | 4 مارس 1979         | 14 أكتوبر 1966    |

## وصلات خارجية
- موقع وزارة الخارجية الكويتية
- موقع وزارة الخارجية الغانية